# Port Augusta
Port Augusta je město ve státě Jižní Austrálie. Nachází se na pobřeží Spencerova zálivu 320 km severně od Adelaide. Žije v něm okolo 14 000 obyvatel. Město má aridní podnebí s horkými léty a mírnými zimami, 24. ledna 2019 zde byla naměřena rekordní teplota 49,5 °C.
Domorodci z kmenů Banggarla a Nuguna místo nazývali Curdnatta (písčina). V roce 1802 zde jako první Evropan přistál Matthew Flinders. Město bylo založeno v roce 1852 a pojmenováno podle Augusty Sophie Youngové, manželky tehdejšího jihoaustralského guvernéra.
Port Augusta proslula jako průmyslové město a dopravní uzel. Fungoval zde významný přístav (byl zrušen v roce 1973), začíná zde také Transaustralská železnice do Kalgoorlie, Velká severní železnice do Alice Springs, Stuartova dálnice do Darwinu a Eyreova dálnice do Norsemanu. Stala se centrem energetiky díky dvěma velkým tepelným elektrárnám, zpracovávajícím uhlí z dolu Leigh Creek. Elektrárny byly uzavřeny v roce 2015 a místní ekonomika se přeorientovala na využívání solární energie. Ve vnitrozemí se nacházejí četné ovčí farmy, Port Augusta je proto střediskem Royal Flying Doctor Service of Australia. Pro turisty je město základnou k výletům do národního parku Ikara-Flindersovo pohoří.